# 弗洛伊德山 (科羅拉多州)
弗洛伊德山（英語：Floyd Hill）是位於美國科羅拉多州克利爾克里克縣的一個人口普查指定地區。

## 地理
弗洛伊德山的座標為39°43′30″N 105°26′04″W / 39.72500°N 105.43444°W，而該地最高點為海拔高度2430米（即7973英尺）。

## 人口
根據2010年美國人口普查的數據，弗洛伊德山的面積為0.22平方千米，均為陸地。當地共有人口998人，而人口密度為每平方千米4,536人。